# Покрајина Источни Азербејџан
Источни Азербејџан (перс. استان سیستان و بلوچستان) је једна од 30 покрајина у Ирану. Налази се на самом северу земље. Граничи се са Јерменијом и Републиком Азербејџан на северу и провинцијама Ардабил на истоку, Западним Азербејџаном на западу и Занџаном на југу.
Покрајина се простире на 45.650 км2, на којој живи преко 3,5 милиона становника. Административни центар Источног Азербејџана је град Табриз.